# Vallelado
Vallelado ist ein Ort und eine Gemeinde (municipio) mit 728 Einwohnern (Stand: 2024) in der zentralspanischen Provinz Segovia in der Autonomen Region Kastilien-León. 

## Lage und Klima
Vallelado liegt in der kastilischen Meseta in ca. 780 m Höhe ungefähr 50 Kilometer (Fahrtstrecke) nordnordwestlich der Provinzhauptstadt Segovia. Das Klima ist gemäßigt bis warm; Regen (ca. 513 mm/Jahr) fällt mit Ausnahme der trockenen Sommermonate übers Jahr verteilt.

## Bevölkerungsentwicklung
| Jahr      | 1970 | 1981 | 1991 | 2001 | 2011 | 2021 |
| Einwohner | 1105 | 954  | 893  | 834  | 786  | 718  |

## Sehenswürdigkeiten

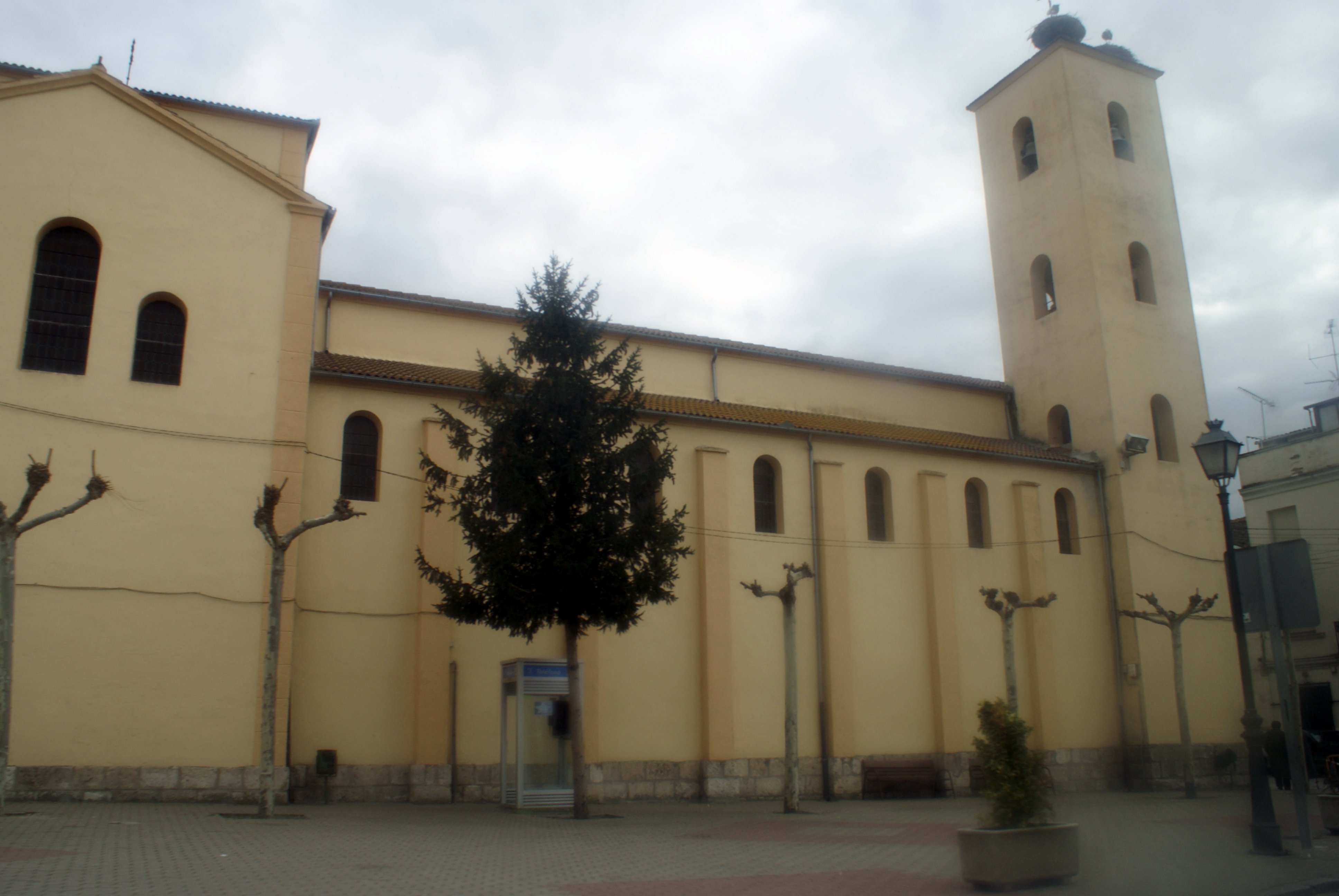
Thomaskirche
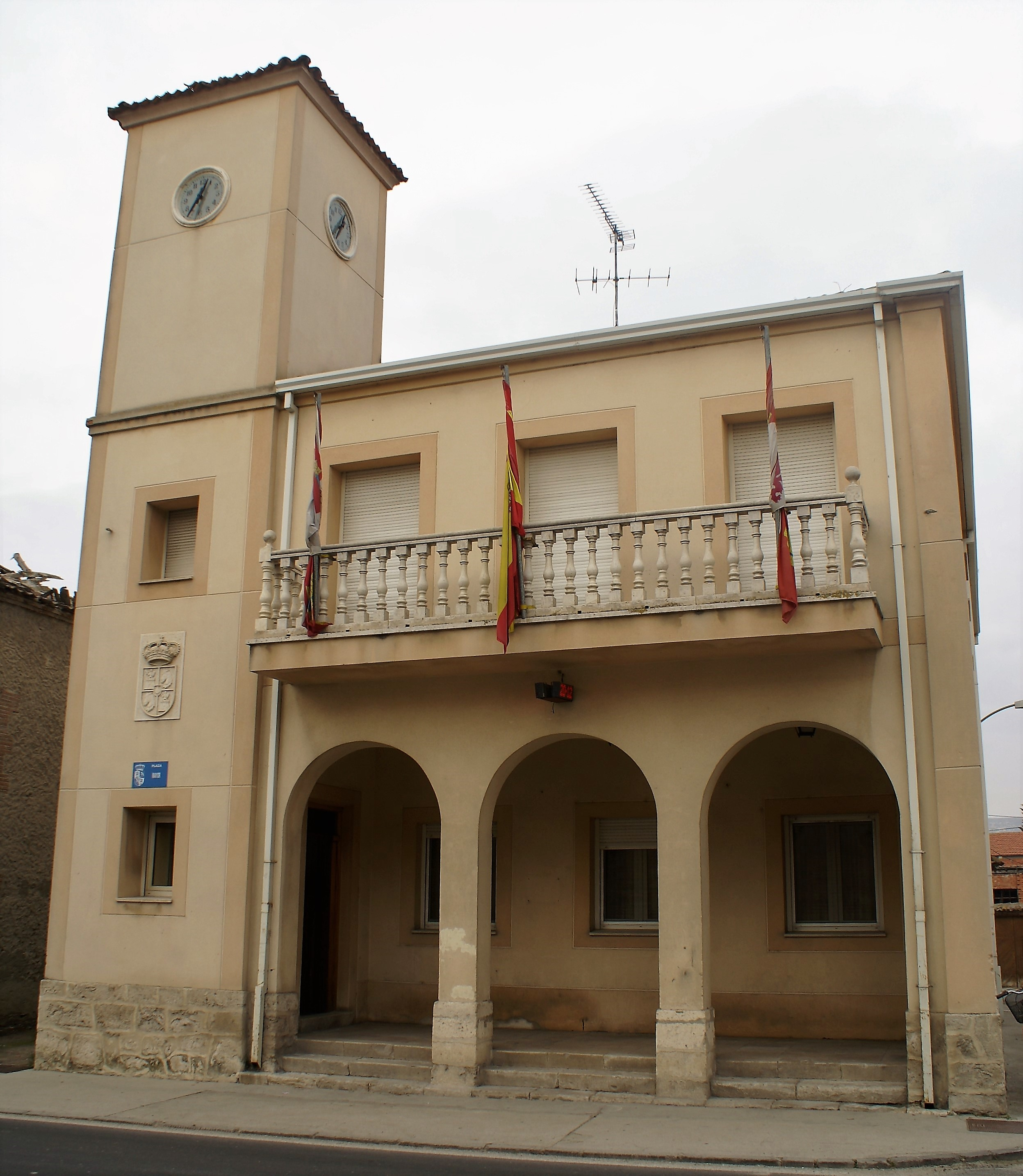
Rathaus

- Thomaskirche
- Rathaus